# VIH-2
Lentivirus humimdef2
 (mai 2014).
Si vous disposez d'ouvrages ou d'articles de référence ou si vous connaissez des sites web de qualité traitant du thème abordé ici, merci de compléter l'article en donnant les références utiles à sa vérifiabilité et en les liant à la section « Notes et références ».
Espèce
Le VIH-2 (en anglais : Human immunodeficiency virus 2), dont le nom scientifique est Lentivirus humimdef2, est une espèce de rétrovirus qui a été isolée en 1985 chez des patients originaires de l'Afrique de l'Ouest, atteints du sida mais séronégatifs pour le VIH-1. 
Le VIH-2 se subdivise en groupe A et B. Cependant, les techniques de séquençage d’ADN ont récemment permis de caractériser les groupes C, D, E et H. Des données récentes recueillies au Sénégal suggèrent que l’infection par le VIH-2 offre une protection partielle contre une surinfection par le VIH-1.

## Épidémiologie
Le VIH-2 a été isolé en 1985 dans le sérum de prostituées sénégalaises dans le laboratoire de l'hôpital Le Dantec de Dakar, dirigé par le pharmacien militaire sénégalais Souleymane Mboup et en collaboration avec des équipes américaine et française.
Ce virus a sans doute été majoritaire en Afrique avant d'être supplanté par le VIH-1. En effet, la découverte du SIVsm, une souche particulière du virus de l'immunodéficience simienne génétiquement identique au VIH-2, a désigné très tôt le macaque mangabey comme la source la plus probable de l'infection. Une hypothèse confortée par la correspondance entre l'habitat naturel de l'animal et l'épicentre de l'épidémie. Chassés pour leur viande ou employés comme animaux domestiques, les mangabeys ont eu toutes les occasions de transmettre le VIH-2 à l'homme.
On retrouve le VIH-2 essentiellement en Guinée-Bissau où le taux de prévalence est le plus élevé, au Cap-Vert, au Sénégal, en Côte d'Ivoire, en Gambie, mais aussi au Mali, au Ghana, en Sierra Leone, au Liberia. La présence de VIH-2 dans certains pays éloignés comme l'Angola et le Mozambique, l'Inde, le Brésil ou Cuba est attribuée aux relations commerciales et maritimes des anciennes colonies ou comptoirs portugais.

## Modes de transmission
Ce sont les mêmes que pour le VIH-1, sexuels, sanguins et materno-fœtal, mais avec une transmissibilité moindre. En Afrique, la transmission hétérosexuelle reste le principal mode de contamination.

## Diagnostic
Les tests ELISA actuels détectent les anticorps VIH-1 et VIH-2. Si ce test est positif, il convient d'effectuer un Western-blot VIH-2. La quantification de l'ARN-VIH-2 plasmatique (charge virale) a été mise au point récemment[Quand ?] et n'est pratiquée en France que dans quelques laboratoires spécialisés. La cohorte VIH-2 suivie en France regroupe environ 500 patients, originaires en majorité d'Afrique de l'Ouest.

## Manifestations cliniques
La période de latence clinique est nettement plus longue et le taux de progression vers le stade SIDA significativement plus faible que pour le VIH-1. La charge virale mesurée est beaucoup plus faible que pour le VIH-1, ce qui explique sans doute le potentiel évolutif plus lent, et le taux de transmission mère-enfant très faible, même en l'absence de traitement préventif.
Toutefois, au stade évolué, les maladies opportunistes rencontrées semblent similaires à celles du VIH-1, et une charge virale supérieure à 1 000 copies/ml est considérée comme très élevée et prédictive de complications cliniques.

## Traitement
L’initiation d’un traitement antirétroviral est préconisé pour tous les patients vivants avec le VIH d'après le rapport Morlat, depuis fin 2013.
Ce virus est naturellement résistant à tous les inhibiteurs non nucléosidiques (INNTI), c’est-à-dire à la Névirapine et à l'Éfavirenz. En cas de co-infection VIH-1/VIH-2, il convient de traiter en tenant compte de cette résistance naturelle.

## Référence biologique
- (en) ICTV : Human immunodeficiency virus 2  (consulté le 25 janvier 2021)